# Погребівська сільська рада (Глобинський район)
Погребівська сільська рада — колишній орган місцевого самоврядування у Глобинському районі Полтавської області з центром у селі Погреби. Населення сільської ради на 1 січня 2011 року становить 1867 осіб. Раді підпорядковані 2 населені пункти: село Погреби та село Канівщина.

## Географія
Погребівська сільська рада розташована на межі Кременчуцького та Глобинського району. Межує з Бабичівською сільською радою. На території Погребівської сільської ради ґрунти-чорноземи. Загальна площа земель становить 5666 га.

## Населення
На території сільської ради розташовано 2 населені пункти з населенням на 1 січня 2011 року 1867 осіб.
| № | Назва села   | 2001 чол. | 2011 чол. |
| - | ------------ | --------- | --------- |
| 1 | с. Погреби   | 1969      | 1785      |
| 2 | с. Канівщина | 113       | 82        |
|   | всього       | 2082      | 1867      |

## Влада
- Сільські голови[1]:
Бойчич Ольга Іванівна
- 16 депутатів 6-го скликання сільської ради[1]:
  1. Борщенко Микола Михайлович
  2. Богданова Лариса Анатоліївна
  3. Валуйська Марина Іванівна
  4. Гончаренко Володимир Володимирович
  5. Гречаний Віктор Іванович
  6. Гуржій Сергій Леонідович
  7. Затуливітер Таїсія Григорівна
  8. Коваль Валерій Миколайович
  9. Коноваленко Віра Василівна
  10. Коноваленко Петро Петрович
  11. Криворучко Володимир Миколайович
  12. Мамка Ніна Іванівна
  13. Мороз Ніна Олександрівна
  14. Осадчук Поліна Олександрівна
  15. Стукота Надія Андріївна
  16. Тюта Сергій Павлович

## Економіка
Виробнича спеціалізація підприємств розташованих на території Погребівської сільської ради: вирощування зернових, зернобобових та технічних культур, вирощування насіннєвого матеріалу.
| 1 | Агрофірма «Вересень»      | Кокорін Олександр Вікторович |
| 2 | ТОВ «Рост Агро»           | Бернацький Максим Михайлович |
| 3 | ТОВ Агрофірма "Мічуріна " | Шаповал Анатолій Леонідович  |

## Інфраструктура
Обидва села газифіковані. У Погребах діє водопровід.
- Погребівська загальн — освітня школа I–III ступенів
- Погребівський дошкільний навчальний заклад «Усмішка»
- Погребівська дільнична лікарня ветеринарної медицини
- Погребівська амбулаторія загальної практики сімейної медицини
- Рублівське відділення зв'язку
- Полтавська дирекція залізничних перевезень ст. Рублівка
- Погребівський сільський Будинок культури
- Погребівська сільська бібліотека, філіал

## Пам'ятки
На території Погребівської сільської ради є три пам'ятники, один обеліск і три братські могили воїнам, які загинули у 1943 році при визволені села від німців і померли від ран у військовому госпіталі, що містився на території Погребівської сільської ради. А також є одна стела воїнам — односельцям, що полягли на фронтах Радянсько-німецької війни.

## Особистості
- Максименко Володимир Григорович (1912–1994) — український радянський актор, народний артист Української РСР (1972). Лауреат Національної премії України імені Тараса Шевченка (1978).